# Enzo Cannavale
Vincenzo Cannavale (Castellammare di Stabia, 5 de abril de 1928 - Nápoles, 18 de marzo de 2011), conocido como Enzo Cannavale, fue un actor de teatro, cine y televisión italiano.

## Biografía
Apareció en más de cien películas desde 1949, incluido Cinema Paradiso, que ganó el Óscar a la mejor película de habla no inglesa en 1990. Tuvo numerosos papeles en el cine, especialmente en el cine de género de los años 1970 y 1980. A menudo actuaba a dúo con Bombolo. Se dio a conocer al público cuando hacia dupla con Bud Spencer en la película de Steno Piedone lo sbirro. 
En reconocimiento a su larga carrera artística, recibió en 1988 el Nastro d'argento al mejor actor por su papel en 32 dicembre de Luciano De Crescenzo. El mismo año, actuó en Cinema Paradiso, la película de Giuseppe Tornatore, que ganó el gran premio en el Festival de Cine de Cannes de 1989 y el Oscar a la mejor película en lengua extranjera.
Murió en 2011 a la edad de 82 años de un ataque al corazón. Era tío del también actor estadounidense Bobby Cannavale, hijo de su hermano Salvatore.

## Filmografía

### Cine
- 1949 : Yvonne la Nuit, de Giuseppe Amato - sin acreditar
- 1961 : Leoni al sole, de Vittorio Caprioli
- 1962 : Le quattro giornate di Napoli, de Nanni Loy
- 1966 : Operazione San Gennaro, de Dino Risi

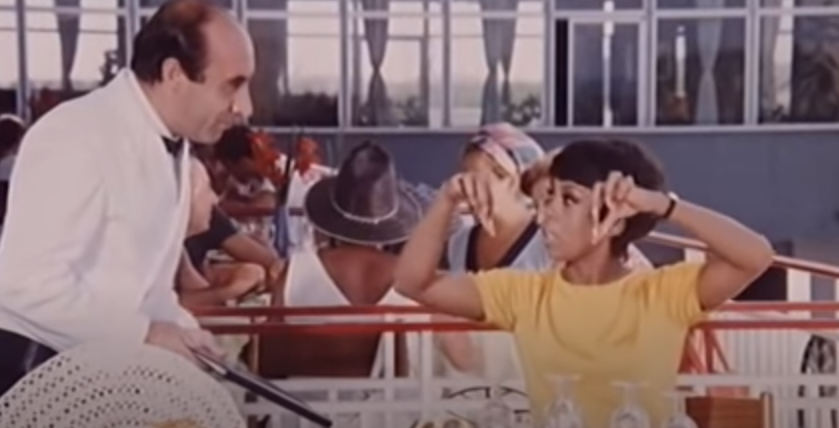
Junto con Lola Falana en Stasera mi butto (1967)

- 1967 : Stasera mi butto, de Ettore Maria Fizzarotti
- 1967 : C'era una volta, de Francesco Rosi
- 1968 : Chimera, de Ettore Maria Fizzarotti
- 1968 : Operazione ricchezza, de Vittorio Musy Glori
- 1968 : Zum zum zum, de Bruno Corbucci y Sergio Corbucci
- 1969 : Il suo nome è Donna Rosa, de Ettore Maria Fizzarotti
- 1969 : Zum Zum Zum n° 2, de Bruno Corbucci

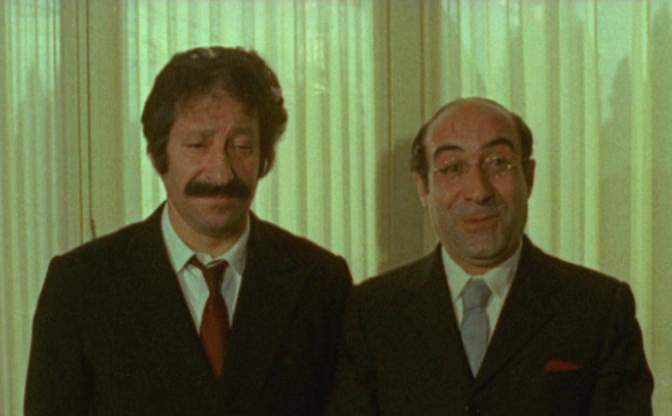
Con Nino Terzo en una escena de Mezzanotte d'amore (1970)

- 1970 : Mezzanotte d'amore, de Ettore Maria Fizzarotti
- 1971 : Cose di Cosa Nostra, de Steno
- 1971 : Per grazia ricevuta, de Nino Manfredi
- 1971 : Il furto è l'anima del commercio!?..., de Bruno Corbucci

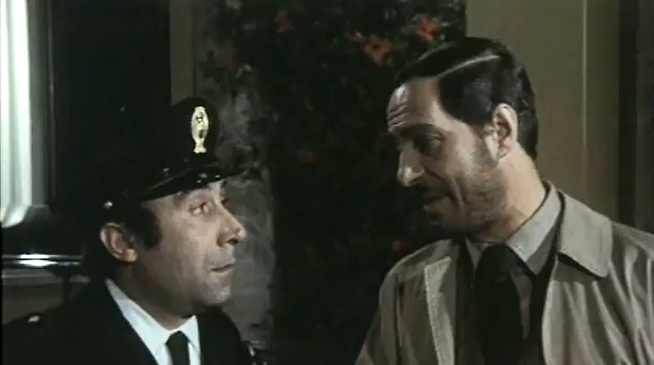
Con Nino Manfredi en Roma Bene (1971)

- 1971 : Roma bene, de Carlo Lizzani

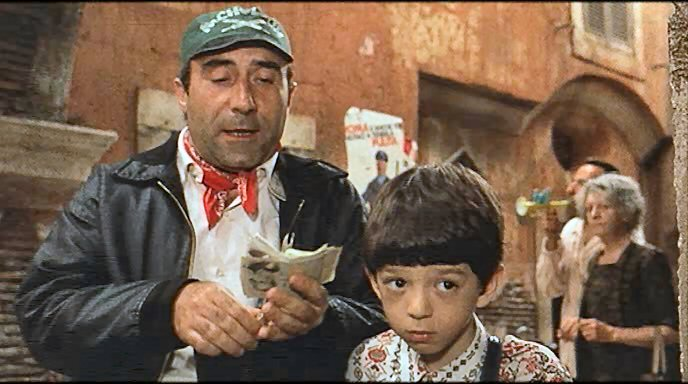
En Trastevere (1971)

- 1971 : Trastevere, de Fausto Tozzi
- 1972 : Bianco, rosso e..., de Alberto Lattuada
- 1972 : Alfredo, Alfredo, de Pietro Germi

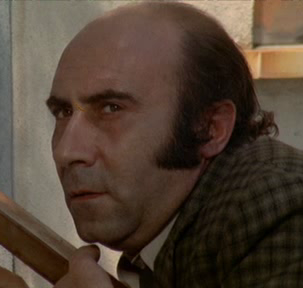
En la película Camorra (1972)

- 1972 : Camorra, de Pasquale Squitieri
- 1973 : Sgarro alla camorra, de Ettore Maria Fizzarotti
- 1973 : Piedone lo sbirro, de Steno
- 1974 : La signora gioca bene a scopa?, de Giuliano Carnimeo
- 1974 : Il trafficone, de Bruno Corbucci
- 1974 : Professore venga accompagnato dai suoi genitori, de Mino Guerrini
- 1974 : Il domestico, de Luigi Filippo d'Amico
- 1975 : Quel movimento che mi piace tanto, de Franco Rossetti
- 1975 : La liceale, de Michele Massimo Tarantini
- 1975 : L'insegnante, de Nando Cicero
- 1975 : Piedone a Hong Kong, de Steno
- 1975 : Vergine, e di nome Maria, de Sergio Nasca
- 1975 : Attenti al buffone, de Alberto Bevilacqua
- 1976 : La segretaria privata di mio padre, de Mariano Laurenti
- 1976 : L'affittacamere, de Mariano Laurenti
- 1976 : Il soldato di ventura, de Pasquale Festa Campanile
- 1977 : Orazi e Curiazi 3 - 2, de Giorgio Mariuzzo
- 1977 : Cara sposa, de Pasquale Festa Campanile
- 1977 : Taxi Girl, de Michele Massimo Tarantini
- 1977 : Napoli si ribella, de Michele Massimo Tarantini
- 1978 : L'inquilina del piano di sopra, de Ferdinando Baldi
- 1978 : Gegè Bellavita, de Pasquale Festa Campanile
- 1978 : Squadra antimafia, de Bruno Corbucci
- 1978 : Come perdere una moglie... e trovare un'amante, de Pasquale Festa Campanile
- 1978 : Pied plat en Afrique, de Steno
- 1979 : Piedone l'africano, de Salvatore Samperi
- 1979 : Squadra antigangsters, de Bruno Corbucci
- 1979 : L'imbranato, de Pier Francesco Pingitore
- 1979 : L'anello matrimoniale, de Mauro Ivaldi
- 1979 : Agenzia Riccardo Finzi... praticamente detective, de Bruno Corbucci
- 1979 : John Travolto... da un insolito destino, de Neri Parenti
- 1980 : Il casinista, de Pier Francesco Pingitore
- 1980 : Piedone d'Egitto, de Steno
- 1980 : Un amore in prima classe, de Salvatore Samperi
- 1980 : Razza selvaggia, de Pasquale Squitieri
- 1981 : Casta e pura, de Salvatore Samperi
- 1981 : La settimana bianca, de Mariano Laurenti
- 1981 : Il marito in vacanza, de Alessandro Lucidi y Maurizio Lucidi
- 1981 : Tutta da scoprire, de Giuliano Carnimeo
- 1981 : La settimana al mare, de Mariano Laurenti
- 1981 : Una vacanza del cactus, de Mariano Laurenti
- 1981 : Delitto al ristorante cinese, de Bruno Corbucci
- 1982 : È forte un casino, de Alessandro Metz
- 1982 : Giuramento, de Alfonso Brescia
- 1982 : Il paramedico, de Sergio Nasca
- 1982 : Per favore, occupati di Amelia, de Flavio Mogherini
- 1982 : La sai l'ultima sui matti?, de Mariano Laurenti
- 1982 : Il sommergibile più pazzo del mondo, de Mariano Laurenti
- 1982 : Sturmtruppen 2 - Tutti al fronte, de Salvatore Samperi
- 1983 : Sfrattato cerca casa equo canone, de Pier Francesco Pingitore
- 1983 : Un jeans e una maglietta, de Mariano Laurenti
- 1983 : La discoteca, de Mariano Laurenti
- 1983 : Il tifoso, l'arbitro e il calciatore, de Pier Francesco Pingitore
- 1984 : Il ragazzo di campagna, de Castellano y Pipolo
- 1985 : Amici miei - Atto IIIº, de Nanni Loy
- 1985 : Vacanze d'estate, de Ninì Grassia
- 1987 : Le vie del Signore sono finite, de Massimo Troisi
- 1987 : Il coraggio di parlare, de Leandro Castellani
- 1988 : 32 dicembre, de Luciano De Crescenzo
- 1988 : La casa del sorriso, de Marco Ferreri
- 1988 : Man spricht deutsch, de Hanns Christian Müller
- 1988 : Se lo scopre Gargiulo, de Elvio Porta
- 1988 : Cinema Paradiso, de Giuseppe Tornatore
- 1990 : Sabato, domenica e lunedì, de Lina Wertmüller
- 1990 : Le comiche, de Neri Parenti
- 1993 : Condannato a nozze, de Giuseppe Piccioni
- 1993 : Pacco, doppio pacco e contropaccotto, de Nanni Loy
- 1999 : Amore a prima vista, de Vincenzo Salemme
- 2000 : L'uomo della fortuna, de Silvia Saraceno
- 2001 : Mari del sud, de Marcello Cesena
- 2003 : Ho visto le stelle!, de Vincenzo Salemme
- 2009 : I mostri oggi, de Enrico Oldoini

### Televisión
- 1963: Peppino Girella, dirección de Eduardo De Filippo - Miniserie
- 1964: Bene mio e core mio, dirección de Eduardo De Filippo y Guglielmo Morandi - Telefilme
- 1964: Il sindaco del Rione Sanità, dirección de Eduardo De Filippo y Stefano De Stefani - Telefilme
- 1970: FBI - Francesco Bertolazzi investigatore, dirección de Ugo Tognazzi y Francesco Massaro – Miniserie
- 1972: Le avventure di Pinocchio, dirección de Luigi Comencini - Drama televisivo (sin acreditar)
- 1984: Sponsor City - Programa de televisión de Rete 4
- 1986: Le volpi della notte, dirección de Bruno Corbucci - Telefilme
- 1988: Casa Capozzi, dirección de Alberto Massolo – Telecomedia, 12 episodios (1988)
- 1989: Il vigile urbano, dirección de Castellano & Pipolo – Serie de televisión, episodio 1x10
- 1990: Sabato, domenica e lunedì, dirección de Lina Wertmüller – Telefilme
- 1992: I vicini di casa, dirección de Silvia Arzuffi - Serie de televisión
- 1995: Un figlio a metà - Un anno dopo, dirección de Giorgio Capitani - Telefilme
- 1996: Occhio di falco, dirección de Vittorio De Sisti - Serie de televisión
- 1996: Pazza famiglia 2, dirección de Enrico Montesano - Serie de televisión
- 1996: Favola, dirección de Fabrizio De Angelis - Telefilme
- 1997: Ladri si nasce, dirección de Pier Francesco Pingitore - Telefilme
- 1998: Anni '50, dirección de Carlo Vanzina - Serie de televisión
- 1999: L'ispettore Giusti, dirección de Sergio Martino - Serie de televisión
- 1999: Tre stelle, dirección de Pier Francesco Pingitore - Miniserie
- 2001: Non ho l'età, dirección de Giulio Base - Telefilme
- 2001: Francesca e Nunziata, dirección de Lina Wertmüller - Telefilme
- 2002: Non ho l'età 2, dirección de Giulio Base- Miniserie
- 2010: I delitti del cuoco, dirección de Alessandro Capone - Serie de televisión, episodio I morti non fanno paura

## Premios y nominaciones
Nastro d'argento
| Año  | Categoría              | Película    | Resultado |
| ---- | ---------------------- | ----------- | --------- |
| 1988 | Mejor actor de reparto | 32 dicembre | Ganador   |

David de Donatello
| Año  | Categoría              | Película            | Resultado |
| ---- | ---------------------- | ------------------- | --------- |
| 1991 | Mejor actor de reparto | La casa del sorriso | Nominado  |

Ciak d'oro
| Año  | Categoría              | Película    | Resultado |
| ---- | ---------------------- | ----------- | --------- |
| 1988 | Mejor actor de reparto | 32 dicembre | Nominado  |

Fuente: IMDb